# NGC 2897
NGC 2897 је лентикуларна галаксија у сазвежђу Хидра која се налази на NGC листи објеката дубоког неба.
Деклинација објекта је + 2° 12' 27" а ректасцензија 9h 29m 45,7s. Привидна величина (магнитуда) објекта NGC 2897 износи 14,5 а фотографска магнитуда 15,5. NGC 2897 је још познат и под ознакама NPM1G +02.0220, , PGC 26949.